# Night of Champions (2015)
Night of Champions (2015) foi um evento de wrestling profissional produzido pela WWE e transmitido em formato pay-per-view e pelo WWE Network, que ocorreu em 20 de setembro de 2015, no Toyota Center, na cidade de Houston, Texas. Este foi o nono evento da cronologia do Night of Champions e o nono pay-per-view de 2015 no calendário da WWE. Este foi o segundo evento Night of Champions realizado em Houston, após o Vengeance: Night of Champions em 2007.
Oito lutas foram disputadas no evento, com uma luta ocorrendo no pré-show. No evento principal, Seth Rollins derrotou Sting para reter o WWE World Heavyweight Championship. O evento, que incluiu o única participação de Sting no evento principal de um PPV e a luta pelo título na WWE, gerou 77.000 compras (contra 48.000 no ano anterior).

## Rivalidades
Night of Champions contou com oito lutas, incluíndo uma no pré-show, que resultaram de enredos roteirizados, onde os lutadores retratavam vilões, heróis ou personagens menos distinguíveis em eventos roteirizados que criaram tensão e culminaram em uma luta ou série de lutas, com resultados pré-determinados pelos escritores da WWE, enquanto as histórias foram desenvolvidas nos principais programas de televisão da WWE, Raw e SmackDown.

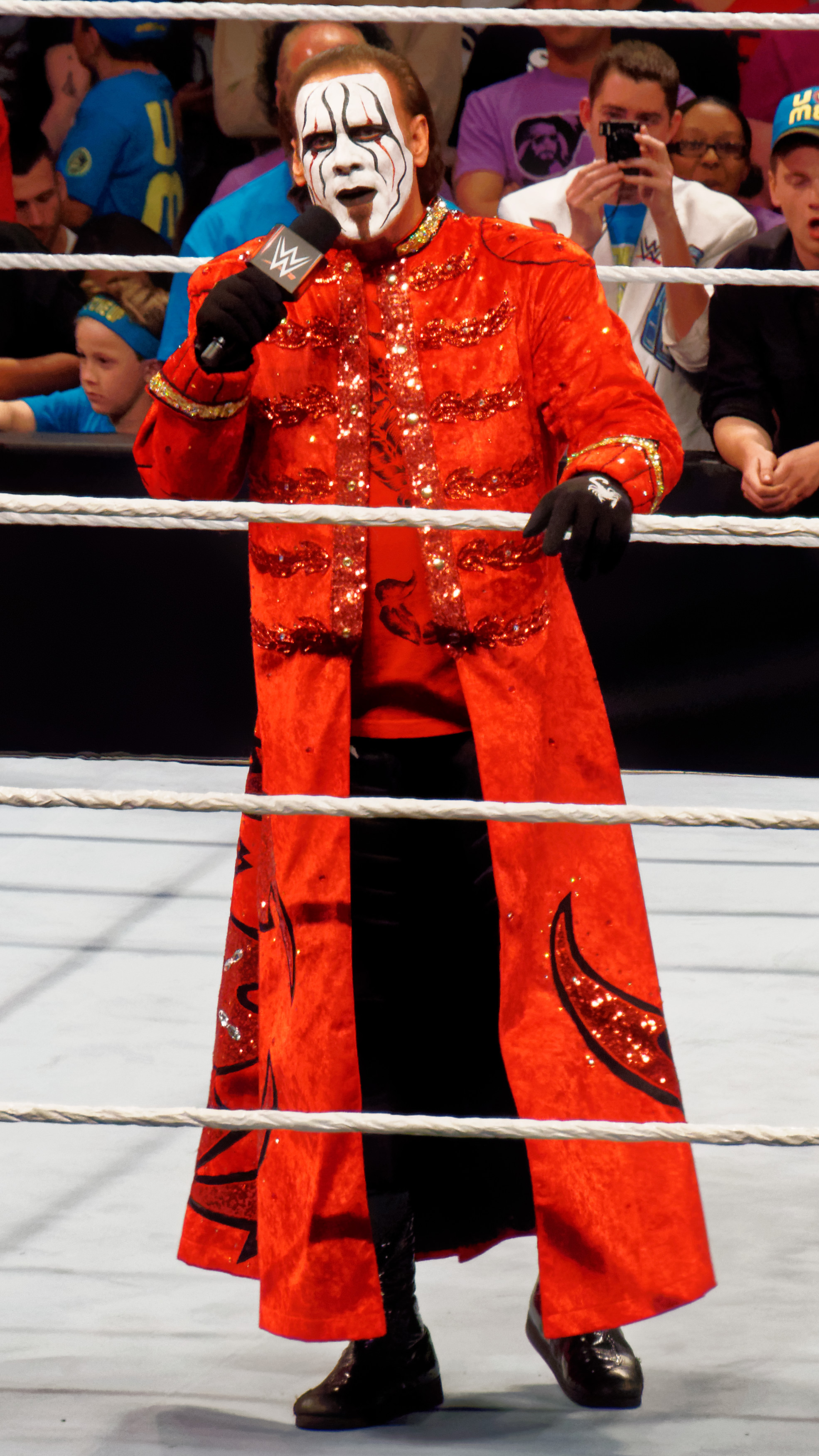
Sting enfrentou Seth Rollins pelo WWE World Heavyweight Championship. Esta foi sua única luta por título na WWE.

No SummerSlam, Seth Rollins derrotou John Cena para reter o WWE World Heavyweight Championship e vencer o United States Championship de Cena. No Raw de 24 de agosto, a Authority tentou presentear Rollins com uma estátua pela vitória, mas em vez disso Sting fez seu retorno à WWE pela primeira vez desde a noite após a WrestleMania 31 e atacou Rollins, desafiando Rollins pelo WWE World Heavyweight Championship, levantando-o sobre sua cabeça. Triple H em seguida, agendou Rollins para defender o título contra Sting no Night of Champions. Na edição de 31 de agosto do Raw, Cena invocou sua cláusula de revanche para enfrentar Rollins pelo United States Championship no Night of Champions.
No SummerSlam, Roman Reigns e Dean Ambrose derrotaram Bray Wyatt e Luke Harper. No Raw de 24 de agosto, durante uma revanche entre as duas equipes, Braun Strowman fez sua estréia na WWE, alinhando-se com Wyatt e Harper e atacando Reigns e Ambrose. No Raw de 31 de agosto, Strowman fez sua estréia no ringue, derrotando Ambrose por desqualificação. Em 5 de setembro, uma luta de trioscolocando Wyatt, Harper e Strowman contra Reigns, Ambrose e um parceiro de sua escolha foi agendada para o Night of Champions.
No SummerSlam, a luta entre Dolph Ziggler e Rusev terminou em duplo cont-out. No episódio de 7 de setembro do Raw, uma revanche foi marcada para o Night of Champions.
No SummerSlam, The New Day derrotou The Prime Time Players, The Lucha Dragons e Los Matadores em um luta Fatal 4-Way de duplas para vencerem o WWE Tag Team Championship. Na noite seguinte no Raw, depois que o New Day derrotou os Lucha Dragons, os Dudley Boyz retornaram à WWE e atacaram o New Day. Na semana seguinte no Raw, os Dudleyz derrotaram o New Day. Na semana seguinte no Raw, o New Day foi programado para defender os títulos contra os Prime Time Players na próxima semana, e tiveram sucesso, criando assim uma luta pelo título entre The New Day e The Dudleyz para o Night of Champions.
Kevin Owens interrompeu a entrevista do Campeão Intercontinental Ryback no episódio de 7 de setembro do Raw e atacou o campeão no episódio de 10 de setembro do SmackDown durante uma luta lumberjack contra Seth Rollins. No episódio de 14 de setembro do Raw, Ryback foi escalado para defender o título contra Owens no Night of Champions.
No SummerSlam, o Team PCB (Paige, Charlotte e Becky Lynch) derrotaram o Team Bella (Nikki Bella, Brie Bella e Alicia Fox) e o Team BAD (Naomi, Sasha Banks e Tamina) em uma luta de eliminação. Na edição de 31 de agosto do Raw, três combates do desafio Beat the Clock foram realizados para determinar uma nova desafiante para enfrentar Nikki pelo WWE Divas Championship no Night of Champions. Lynch derrotou Fox em 3:21, Charlotte derrotou Brie em 1:40, e Paige e Banks lutaram até um empate por tempo, dando a Charlotte a vitória e a chance pelo título. Em 7 de setembro no Raw, Charlotte foi premiada com uma luta pelo título contra Nikki na semana seguinte. Durante a luta, Nikki trocou de lugar com Brie, então Charlotte derrotou Brie. Stephanie McMahon decidiu que Charlotte não poderia ganhar o título ao imobilizar Brie Bella, mas marcou uma revanche para o Night of Champions com a estipulação de que se Nikki fosse desqualificada, ela perderia o título. Com esta vitória,  o reinado de Nikki Bella chegou a 294 dias.
No SummerSlam, Neville e Stephen Amell derrotaram Stardust e King Barrett. Na edição de 3 de setembro do SmackDown, Neville estava escalado para enfrentar Stardust, mas o The Ascension atacou Neville e aliou-se a Stardust, evitando que a luta ocorresse. No episódio do Raw de 17 de setembro, Neville se aliou aos The Lucha Dragons e o trio atacou Stardust e The Ascension. Uma luta entre Neville e The Lucha Dragons contra Stardust e The Ascension foi agendada para o pré-show do Night of Champions.

## Evento
| Função:                   | Nome:                    |
| ------------------------- | ------------------------ |
| Comentaristas em inglês   | Michael Cole             |
| Comentaristas em inglês   | John "Bradshaw" Layfield |
| Comentaristas em inglês   | Jerry Lawler             |
| Comentaristas em espanhol | Carlos Cabrera           |
| Comentaristas em espanhol | Marcelo Rodríguez        |
| Comentaristas em espanhol | Jerry Soto               |
| Entrevistador             | Rich Brennan             |
| Anunciadoras de ringue    | Lilian Garcia            |
| Anunciadoras de ringue    | Eden Stiles              |
| Árbitros                  | Mike Chioda              |
| Árbitros                  | John Cone                |
| Árbitros                  | Darrick Moore            |
| Árbitros                  | Chad Patton              |
| Árbitros                  | Rudy Charles             |
| Árbitros                  | Rod Zapata               |
| Painel do pré-show        | Renee Young              |
| Painel do pré-show        | Booker T                 |
| Painel do pré-show        | Byron Saxton             |
| Painel do pré-show        | Corey Graves             |

### Pré-show
Durante o pré-show do Night of Champions, Neville e The Lucha Dragons (Kalisto e Sin Cara) enfrentaram Stardust e The Ascension. A luta terminou quando Stardust empurrou Viktor, fazendo com que Neville caísse da corda superior. Stardust derrotou Neville após um Queen's Crossbow.

### Lutas preliminares
O pay-per-view começou com Ryback defendendo o Intercontinental Championship contra Kevin Owens. O fim veio quando Ryback tentou um Shell Shocked, mas Owens acertou os olhos de Ryback e prendeu Ryback com um roll-up para vencer o título.
Em seguida, Dolph Ziggler enfrentou Rusev (com Summer Rae). A luta terminou quando Summer Rae jogou o sapato no árbitro, mas o sapato acertou Rusev, permitindo que Ziggler imobilizasse Rusev após um Zig Zag.
Depois disso, The New Day (Big E e Kofi Kingston) defenderam o WWE Tag Team Championship contra The Dudley Boyz (Bubba Ray Dudley e D-Von Dudley). Depois que Bubba Ray e D-Von executaram um 3D em Kingston, Bubba Ray tentou um pinfall, que foi interrompido por Xavier Woods. Consequentemente, The New Day foi desclassificado, mas manteve o título. Após a luta, os Dudley Boyz colocaram Woods em uma mesa com um 3D.
Na quarta luta, Nikki Bella defendeu seu Divas Championship contra Charlotte, que Nikki perderia o título caso fosse desclassificada conforme estipulado. A luta terminou quando Nikki saltou da segunda corda, mas Charlotte executou uma Spear no ar em Nikki e a forçou a se submeter ao Figure Eight Leglock para vencer o título.

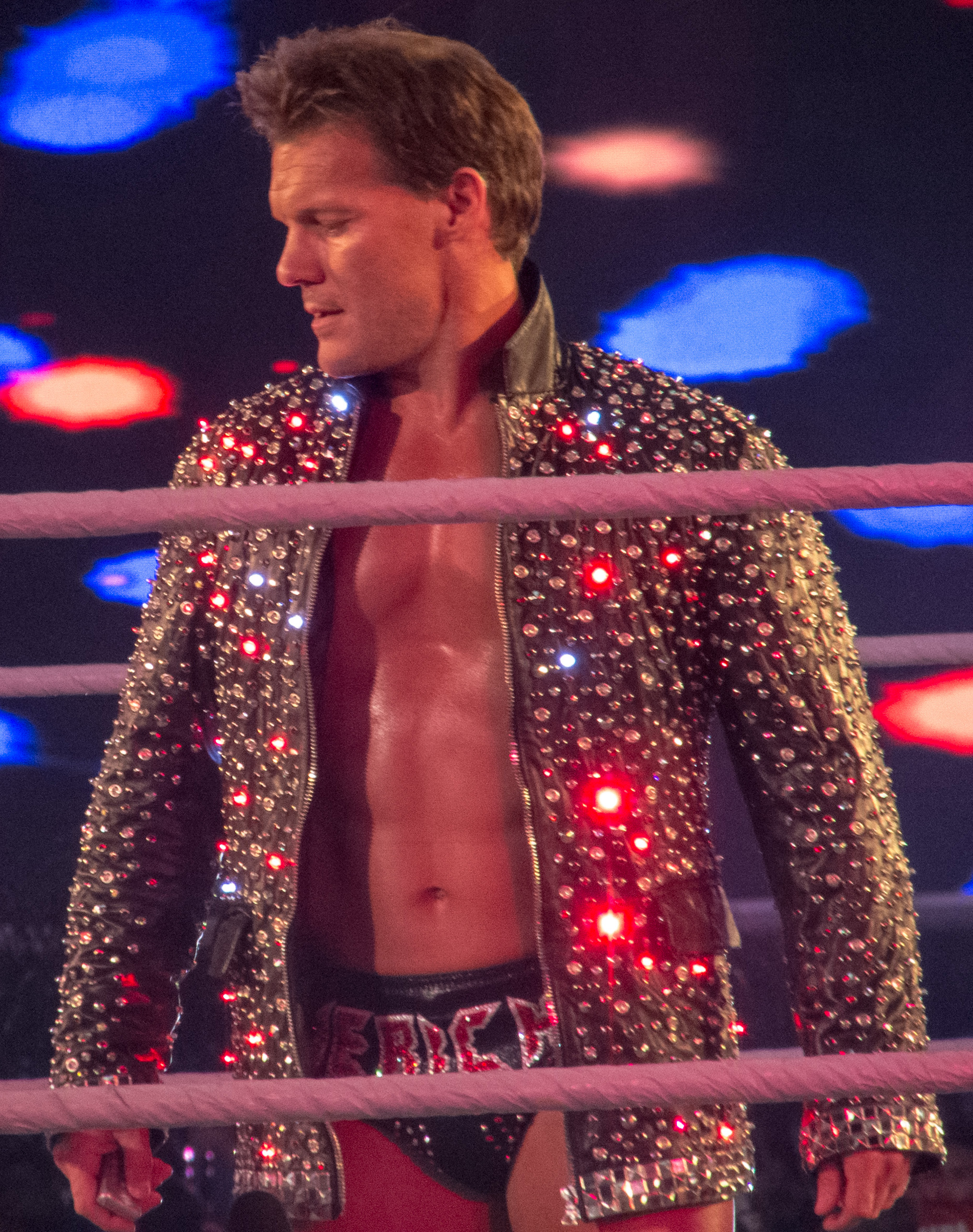
Chris Jericho foi revelado como o parceiro misterioso de Roman Reigns e Dean Ambrose contra a Wyatt Family.

Na quinta luta, a Wyatt Family (Bray Wyatt, Luke Harper e Braun Strowman) enfrentaram Roman Reigns, Dean Ambrose e seu parceiro misterioso, que revelou ser Chris Jericho. No clímax, Reigns tentou um Spear em Strowman, mas Jericho fez o tag e realizou uma Lionsault em Strowman para uma contagem de dois. Jericho tentou um Codebreaker, mas Strowman respondeu, executou um Yokosuka Cutter e então aplicou um Lifting Arm Triangle Choke em Jericho. Jericho desmaiou, dando a vitória à Wyatt Family.
Na sexta luta, Seth Rollins defendeu o United States Championship contra John Cena. No final, Rollins tentou um Attitude Adjustment em Cena, mas Cena respondeu com um Inverted Suplex em Rollins, que ele seguiu com um Diving Leg Drop Bulldog. Cena executou um Attitude Adjustment em Rollins para vencer o título. Após a luta, Rollins, que tinha uma defesa do WWE World Heavyweight Championship agendada em seguida, recuperou o cinturão do título e tentou andar nos bastidores, mas foi parado por Cena, que executou outro Attitude Adjustment em Rollins.

### Evento principal
No evento principal, Seth Rollins defendeu o WWE World Heavyweight Championship contra Sting. Durante a luta, Sting puxou Rollins para uma mesa de transmissão, mas Rollins empurrou Sting, derrubando-o em outra mesa de transmissão. Sting realizou um Scorpion Death Drop em Rollins, mas Rollins colocou seu pé na corda inferior, anulando o pinfall. Rollins executou um Turnbuckle Powerbomb em Sting, que sofreu uma lesão no pescoço. Rollins tentou um Pedigree em Sting, que contra-atacou em um Scorpion Deathlock, mas Rollins tocou as cordas, forçando Sting a quebrar a chave. A luta terminou quando Rollins tentou um Pedigree, mas Sting respondeu e tentou um Scorpion Deathlock, que Rollins respondeu com um small package em Sting para reter o título.
Enquanto Rollins comemorava, Sheamus apareceu para usar seu contrato do Money in the Bank. Rollins tentou atacar Sheamus com o WWE World Heavyweight Championship, mas Sheamus evitou e executou um Brogue Kick em Rollins. Antes que Sheamus pudesse fazer o cash-in, Kane apareceu e executou Chokeslams em Rollins e Sheamus. Kane então executou um Tombstone Piledriver em Rollins e ficou ao lado dele quando o evento terminou.

## Depois do evento
Após o evento, a WWE confirmou que Sting sofreu uma lesão durante sua luta contra Rollins. Sting machucou o pescoço quando ele recebeu uma powerbomb em um turnbuckle. A luta pelo título com Rollins seria a luta final de Sting, já que em 2 de abril de 2016, durante seu discurso de indução ao Hall da Fama da WWE, Sting anunciou sua aposentadoria.
Na noite seguinte no Raw, "Corporate Kane" voltou e retomou sua posição como Diretor de Operações, aparentemente alheio a seu ataque a Rollins no Night of Champions. Após uma série de confrontos, Kane recebeu uma luta pelo título contra Rollins no Hell in a Cell, que Rollins venceu. Como resultado, Kane perdeu sua posição como Diretor de Operações.
Na edição de 21 de setembro do Raw, quando Charlotte estava comemorando sua vitória sobre Nikki Bella no Night of Champions, sua colega de equipe Paige fez um discurso retórico sobre como não há Divas Revolution, dizendo a Charlotte que o motivo de ela ter vencido o Divas Championship foi por causa de seu pai Ric Flair e dizendo a Becky Lynch que ela é irrelevante no PCB, tornando-se assim heel no processo.
Mais tarde no mesmo show, Randy Orton juntou forças com Roman Reigns e Dean Ambrose enquanto atacava a Wyatt Family.
Ryback invocou sua cláusula de revanche pelo Intercontinental Championship contra Kevin Owens no episódio de 1º de outubro do SmackDown, onde Ryback venceria por count-out, o que significa que Owens manteve o título. Os dois tiveram uma luta no Hell in a Cell, onde Owens derrotou Ryback por pinfall para reter o título e encerrar a rivalidade.
Antes de Dean Ambrose e Roman Reigns revelarem Chris Jericho como seu parceiro misterioso, um fã conseguiu pular a barricada e entrar no ringue sem ser pego pelos seguranças. A WWE iria mais tarde divulgar uma declaração sobre esta situação, afirmando que "a WWE leva a segurança dos nossos artistas muito a sério, e qualquer fã que entre na área do ringue será processado em toda a extensão da lei."

## Resultados
| Nº                                          | Resultados | Estipulações | Tempo |
| ------------------------------------------- | --- | --- | ----- |
| Pré- show                                   | Stardust e The Ascension (Konnor e Viktor) derrotaram Neville e The Lucha Dragons (Kalisto e Sin Cara)                                      | Luta de trios | 9:44  |
| 1                                           | Kevin Owens derrotou Ryback (c) | Luta individual pelo WWE Intercontinental Championship                                                                       | 9:32  |
| 2                                           | Dolph Ziggler derrotou Rusev (com Summer Rae)                                                                                               | Luta individual | 13:47 |
| 3                                           | The Dudley Boyz (Bubba Ray Dudley e D-Von Dudley) derrotaram The New Day (Kofi Kingston e Big E) (com Xavier Woods) (c) por desqualificação | Luta de duplas pelo WWE Tag Team Championship                                                                                | 9:57  |
| 4                                           | Charlotte (com Paige e Becky Lynch) derrotou Nikki Bella (c) (com Brie Bella e Alicia Fox) por submissão                                    | Luta individual pelo WWE Divas Championship Se Nikki perdesse por desqualificação ou count-out, Charlotte venceria o título. | 12:41 |
| 5                                           | The Wyatt Family (Bray Wyatt, Braun Strowman e Luke Harper) derrotaram Dean Ambrose, Roman Reigns e Chris Jericho por submissão             | Luta de trios | 13:04 |
| 6                                           | John Cena derrotou Seth Rollins (c) | Luta individual pelo WWE United States Championship                                                                          | 16:01 |
| 7                                           | Seth Rollins (c) derrotou Sting | Luta individual pelo WWE World Heavyweight Championship                                                                      | 14:56 |
| (c) – Refere-se aos campeões antes da luta. | | |       |